# روجر بروس
روجر بروس (بالفرنسية: Roger Brousse)‏ (مواليد 13 يونيو 1901) هو ملاكم فرنسي، مثّل بلاده في الألعاب الأولمبية الصيفية 1924.

## روابط خارجية
روجر بروس على موقع أوليمبيديا (الإنجليزية)